# Любимую не отдают!
«Любимую не отдают!» — белорусский политический лозунг и выражение Александра Лукашенко. Слоган появился 4 августа 2020 года после выступления Лукашенко перед избирателями. Позднее фраза использовалась на провластных митингах и в социальной рекламе.

## История
4 августа 2020 года в преддверии президентских выборов во время выступления перед депутатами и приглашёнными лицами Александр Лукашенко «признаваясь в любви к своей стране» сделал эмоциональное заявление о том, что «любимую не отдают». В ответ на это выражение белорусские протестующие использовали на протестах 2020 года плакаты «Любимую не бьют» и «Насильно мил не будешь». Впоследствии лозунг неоднократно звучал на провластных митингах и велопробегах.
17 сентября 2020 года в поддержку Александра Лукашенко Филиппом Киркоровым, Николаем Басковым, Александром Буйновым, Дианой Гурцкаей и прочими исполнителями была выпущена провластная песня «Артисты за мир — Любимую не отдают». С 2022 года лозунг фигурирует на билбордах с социальной рекламой в Борисове.

## Анализ
В выражении Александр Лукашенко отождествляет свой императив с императивом народа.